# Down Below
Down Below war eine Rockband aus Dessau-Roßlau, die 2003 gegründet wurde.

## Geschichte
Die Band vereint mehrere Stilrichtungen wie Alternative Rock, Dark Rock und Metal und ging aus der Roßlauer Dark-Metal-Band Cryptic Carnage und der Alternative-Rock-Band Turn hervor. Der Name der Band dient dazu, mit einem dunklen Gefühl, das aus der Tiefe kommt, zu kokettieren.
Das erste Album, Silent Wings: Eternity hat textlich einen ägyptisch-mythologischen Einschlag und wird musikalisch „knietief in den altbekannten Klischees“ des Gothic und des Metals wahrgenommen.
Im Laufe der letzten Jahre führten zahlreiche Auftritte, u. a. bei Rock am Ring 2007, und der Plattenvertrag beim Major-Label Universal zu einem gestiegenen Bekanntheitsgrad in Spanien und Deutschland. Mit der Veröffentlichung der Single From the Highest Point im Juni 2007 wurde ein weiterer Meilenstein zum Erfolg erreicht und der Newcomer-Status abgelegt.
Am 14. Februar 2008 trat Down Below für das Bundesland Sachsen-Anhalt bei Stefan Raabs Bundesvision Song Contest 2008 mit dem Titel Sand in meiner Hand, ihrem ersten Lied in deutscher Sprache, an und belegte hinter Brandenburg und Thüringen mit 96 Punkten den dritten Platz. Mit dieser Single erreichte sie auch erstmals die deutschen Charts (Platz 42).
Ende 2008 verließ die Band Universal und unterschrieb bei Premium Records. Im Juni 2009 erschien das Album Wildes Herz, welches nur knapp die Albumcharts verfehlte.
In den Jahren 2010 und 2011 tourte Down Below als Vorband von Unheilig. Im Februar 2012 veröffentlichte sie ihr viertes Album Zeichen, mit dem der Einzug in die Albumcharts glückte.
2013 folgte dann zunächst die EP Unvergessene Zeit – ein Duett mit Natalia Avelon – und am 20. September das fünfte Studioalbum Zur Sonne - Zur Freiheit.
Am 31. Juli 2016 verkündete die Band ihre Auflösung zum Ende des Jahres. Ihren Abschied nahm die Down Below Familie mit 700 Fans am 17. Dezember 2016 im Golfpark Dessau mit ihrem traditionellen „Adventsglühen“.

## Diskografie
Studioalben

| Jahr | Titel Musiklabel                                  | Höchstplatzierung, Gesamtwochen, AuszeichnungChartsChartplatzierungen (Jahr, Titel, Musiklabel, Platzierungen, Wochen, Auszeichnungen, Anmerkungen) | Anmerkungen                              |
| Jahr | Titel Musiklabel                                  | DE | Anmerkungen                              |
| ---- | ------------------------------------------------- | --- | ---------------------------------------- |
| 2004 | Silent Wings: Eternity Rabazco Records (Soulfood) | — | Erstveröffentlichung: 10. Mai 2004       |
| 2007 | Sinfony²³ Vertigo Records (UMG)                   | — | Erstveröffentlichung: 29. Juni 2007      |
| 2009 | Wildes Herz Premium Records (Soulfood)            | — | Erstveröffentlichung: 26. Juni 2009      |
| 2012 | Zeichen Premium Records (Soulfood)                | DE81 (1 Wo.)DE | Erstveröffentlichung: 10. Februar 2012   |
| 2013 | Zur Sonne – Zur Freiheit Oblivion (SPV)           | DE97 (1 Wo.)DE | Erstveröffentlichung: 20. September 2013 |
| 2015 | Mutter Sturm Oblivion (SPV)                       | — | Erstveröffentlichung: 30. Oktober 2015   |